# 領事局 (タイ)
タイ王国外務省領事局(タイ語:กรมการกงสุล、英語：Department of Consular Affairs）は、タイ王国内閣外務省の内部部局の一つ。

## 概要
領事局は、パスポートやヴィサの発効、在外タイ人の利益の保護、国籍、認証事務など領事に関係する業務を担当する。グローバリズム化が進み多くのタイ国民が海外に渡航したり、居住するようになった近年、領事部の役割は増大している。また国民の管理と登録を行うために領事業務を通じて、外務省の代表として国内、近隣諸外国機関との連携を強化している。

## 下位組織
1. 総務課 （สำนักงานเลขานุการกรม）-局行政関連事務
2. 在外タイ人保護課 （กองคุ้มครองและดูแลผลประโยชน์คนไทยในต่างประเทศ）-国外に在住するタイ国民（法人を含む）の身体および財産の保護、救援を担当する。さらに内部で1班から4班に分かれている。
  1. 在外タイ人保護1班
  2. 在外タイ人保護2班
  3. 在外タイ人保護3班
  4. 在外タイ人保護4班
3. 外国人査証・入国許可証課（กองตรวจลงตราและเอกสารเดินทางคนต่างด้าว）- 外国人の査証（ヴィザ）、入国許可証の発行業務を担当する。さらに内部で2班に分かれている。
  1. 査証班（ฝ่ายตรวจลงตรา）
  2. 入国許可証班（ฝ่ายเอกสารเดินทางคนต่างด้าว）
4. 国籍認証課（กองสัญชาติและนิติกรณ์）- 国籍、関連法、国外タイ人の登録などを担当。
  1. 国籍・戸籍登録班 (ฝ่ายสัญชาติและทะเบียนครอบครัว)
  2. 認証班（ฝ่ายนิติกรณ์）
  3. 国際司法手続協力班（ฝ่ายความร่วมมือทางกระบวนการยุติธรรมระหว่างประเทศ）
5. 旅券課（กองหนังสือเดินทาง）-タイ国民の旅券、入国許可証に関する事務を行う。内部で以下の8班に分かれている。
  1. 管理班（ฝ่ายอำนวยการ）
  2. 普通旅券班（ฝ่ายหนังสือเดินทางธรรมดา）
  3. 外交官・公用旅券班（ฝ่ายหนังสือเดินทางทูตและราชการ）
  4. 履歴調査班（ฝ่ายตรวจสอบประวัติ）
  5. 旅券発行班（ฝ่ายผลิตเล่มหนังสือเดินทาง）
  6. 旅券記載修正班（ฝ่ายบันทึกและแก้ไขหนังสือเดินทาง）
  7. 旅券支給郵送班（ฝ่ายจ่ายเล่มหนังสือเดินทางและไปรษณีย์）
  8. 国外タイ国旅券班（ฝ่ายหนังสือเดินทางไทยในต่างประเทศ）

- バンコク旅券事務所（3箇所）

1. 1. ピンクラオ事務所 （สำนักงานฯปิ่นเกล้า）
  2. バーンナー事務所（สำนักงานฯบางนา）
  3. 労働力センター事務所（สำนักงานฯศูนย์แรงงาน）

- 地方旅券事務所（11箇所）

1. 1. チェンマイ事務所
  2. ピッサヌローク事務所
  3. ウドンターニー事務所
  4. コンケーン事務所
  5. ナコーンラーチャシーマー事務所
  6. ウボンラーチャターニー事務所
  7. スラートターニー事務所
  8. プーケット事務所
  9. ソンクラー事務所
  10. ヤラー事務所
  11. ナコーンサワン事務所

- 在外選挙連携センター（ศูนย์ประสานงานการเลือกตั้งนอกราชอาณาจักร）- 領事局内の在外選挙担当機関として1998年10月30日に創設された。国内機関である国家選挙委員会と連携し、大使館、総領事館において在外選挙を実施する。

## 所在地
- バンコク　ラックシー区　トゥンソーンホーン地区、ヂェーンワッタナ通り ムー･3　120（120 หมู่ที่ 3 ถนนแจ้งวัฒนะ แขวงทุ่งสองห้อง เขตหลักสี่ กรุงเทพฯ 10210）
- タイ王国政府総合庁舎内

## 関連事項
- 外務省
- タイ王国在外公館の一覧